# Chrystia Freeland
Christina Alexandra "Chrystia" Freeland (Peace River, Alberta 2 d'agost de 1968) és una escriptora, periodista i política canadenca. Va ser nomenada ministra d'Afers Exteriors del Canadà el gener de 2017, en substitució de Stéphane Dion. Va treballar al Financial Times, The Globe and Mail i Thomson Reuters (on va ser la directora general i editora de notícies del consumidor), abans d'anunciar la seva intenció d'aspirar a ser candidata del Partit Liberal en les eleccions parcials per substituir Bob Rae com a diputat per Toronto Centre. Després de guanyar la candidatura liberal el 15 de setembre de 2013, va guanyar l'elecció parcial del 25 de novembre. Va ser nomenada ministra de Comerç Internacional el 4 de novembre de 2015. El 10 de gener de 2017, Freeland va ser nomenada ministra d'Afers Exteriors.
Freeland és l'autora de Sale of the Century (2000), un llibre sobre el pas de Rússia del comunisme al capitalisme i de Plutocrats: The Rise of the New Global Super-Rich and the Fall of Everyone Else (2012). Plutocrats va ser considerat un èxit de vendes per The New York Times, i va guanyar el premi Lionel Gelber i el National Business Book Award.